# 茅ヶ崎市消防本部
茅ヶ崎市消防本部（ちがさきししょうぼうほんぶ）は、神奈川県茅ヶ崎市の消防部局（消防本部）。管轄区域は茅ヶ崎市と寒川町の全域。

## 概要

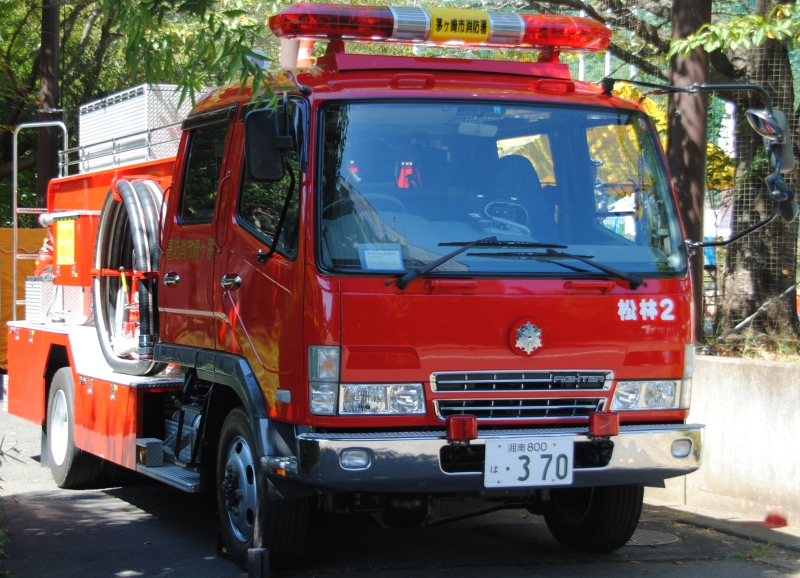
ポンプ車
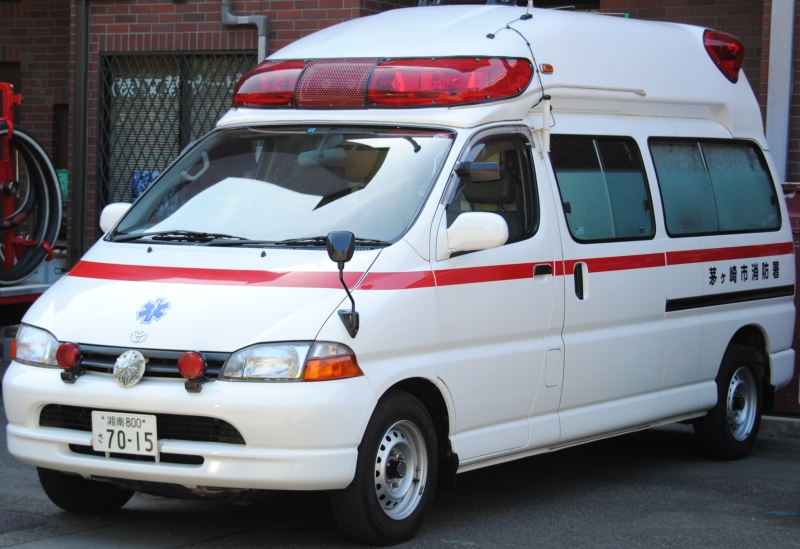
救急車

- 消防本部：茅ヶ崎市茅ヶ崎1-1-1
- 管内面積：49.04km2
- 職員定数：317人
- 消防本部1カ所、消防署1カ所、分署2カ所、出張所4カ所
- 主力機械（2021年4月1日現在）
  - 普通消防ポンプ自動車：8
  - 水槽付消防ポンプ自動車：2
  - はしご付消防自動車：2
  - 化学消防自動車：1
  - 救急自動車：9
  - 指揮車：1
  - 救助工作車：2
  - 特殊災害対応車：1
  - 水難救助工作車：1
  - 広報車：1
  - 連絡車：2
  - 査察車：2
  - 資機材搬送車：1
  - 人員搬送車：1
  - 燃料補給車：1
  - 防災活動車：1
  - 水防指揮車：1

【主力機械に関する参考文献：令和3年版消防年報（茅ヶ崎市消防本部）】
- ポンプ車
- 救急車

## 沿革
- 1948年（昭和23年）3月7日 - 茅ヶ崎市消防本部及び茅ヶ崎市消防署を開設する。
- 1954年（昭和29年）12月18日 - 南湖出張所を開設する。
- 1962年（昭和37年）6月20日 - 救急車を配置し、救急業務を開始する。
- 1965年（昭和40年）12月24日 - 小和田出張所を開設する。
- 1968年（昭和43年）11月13日 - 消防庁舎を現在地に移転する。
- 1986年（昭和61年）4月1日 - 小出出張所を開設する。
- 1991年（平成3年）4月1日 - 鶴嶺出張所を開設する。
- 1993年（平成5年）4月1日 - 松林出張所を開設する。
- 1994年（平成6年）12月27日 - 初の高規格救急車を消防署に配置する。
- 2000年（平成12年）11月1日 - 南湖出張所を廃止し、海岸出張所を開設する。
- 2016年（平成28年）
  - 2月1日 - 消防本部を茅ヶ崎市役所内に移転する。
  - 2月15日 - 茅ヶ崎市・寒川町消防指令センターの共同運用を開始する。
- 2017年4月24日 - 小和田出張所を移転する。
- 2022年（令和4年）4月1日 - 寒川町との消防の広域化により、消防指令センターの共同運用を終了し、新たに寒川町の消防業務を受託する。同日、小和田出張所が分署に変更。寒川町消防本部は廃止された。これらによる名称の変更は以下の通り
  - 茅ヶ崎市消防署小和田出張所 → 茅ヶ崎市消防署小和田分署
  - 寒川町消防本部・寒川町消防署 → 茅ヶ崎市消防署寒川分署

## 組織
- 本部－消防総務課、予防課、警防救命課、指令情報課
- 消防署－消防指導課、警備第一課、警備第二課

## 消防署
| 消防署         | 住所       | 分署                                | 出張所                                                                |
| -------------- | ---------- | ----------------------------------- | --------------------------------------------------------------------- |
| 茅ヶ崎市消防署 | 矢畑1280-3 | 寒川：寒川町宮山396 小和田：常盤1-7 | 小出：行谷1090-9 鶴嶺：今宿911-6 松林：赤羽根338-1 海岸：中海岸4-2-41 |

## 不祥事
- 2017年（平成29年）12月15日 - 茅ヶ崎市消防署警備2課の男性主事（21歳）が、パトカーに追跡されているワゴン車に同乗していた。ワゴン車の運転手（＝自動車運転処罰法違反（危険運転致死）と道交法違反（酒気帯び運転など）の罪で起訴）は、酒気帯び状態であった。ワゴン車は逃走中に大井町の国道255号で赤信号を無視し交差点に進入、乗用車に衝突し、運転していた女性（63歳）を死亡させた。男性主事は右足首を骨折したが、女性を救護することなくその場から一旦逃走した。その後、小田原警察署の事情聴取を受け、消防本部に報告した。2018年（平成30年）1月12日、消防本部は男性主事を停職（6ヵ月）の懲戒処分とした。男性主事は同日付で依願退職した[1]。